# 克厄河
55°27′N 12°12′E / 55.450°N 12.200°E

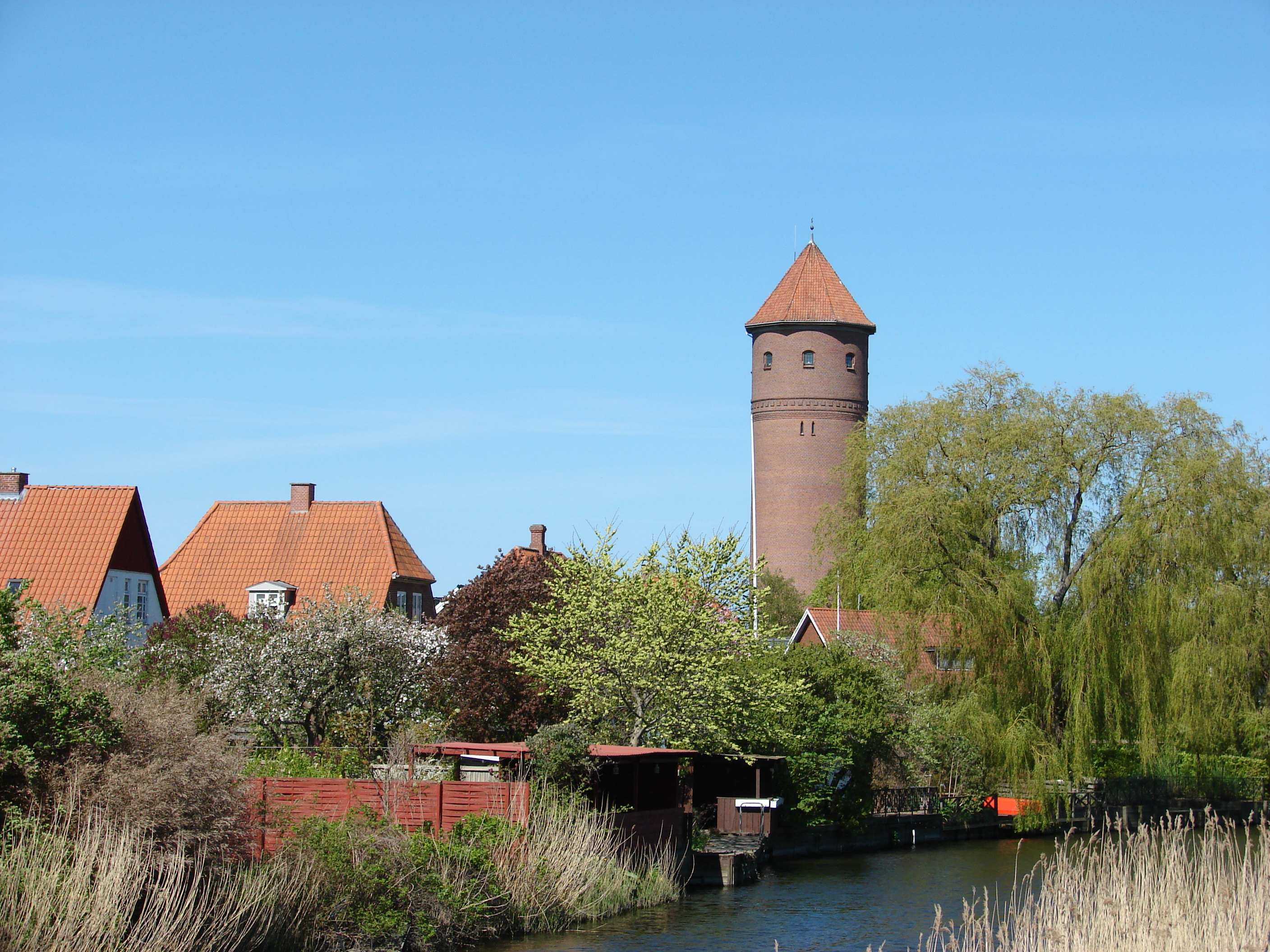

克厄河（丹麥語：Køge Å），是丹麥的河流，位於東南部西蘭大區，處於首都哥本哈根西南面30公里，流經克厄中部，河道全長21公里，該河有花鰍等魚類棲息。